# 波利内
波利内（法語：Paulinet，法語發音：[polinɛ]）是法国奥克西塔尼大区塔恩省的一个市镇，属于阿尔比区。

## 地理
波利内（43°50'55"N, 2°25'47"E）面积73.75 平方千米，位于法国奧克西塔尼大區塔恩省，该省份为法国南部内陆省份，北起顺时针与阿韦龙省、埃罗省、奥德省、上加龙省和塔恩-加龙省接壤。
与波利内接壤的市镇（或旧市镇、城区）包括：阿尔邦、屈尔瓦勒、勒弗赖斯、勒马斯诺-马叙吉耶斯、马萨尔、赖萨克、泰耶、阿尔比茹瓦自由城。

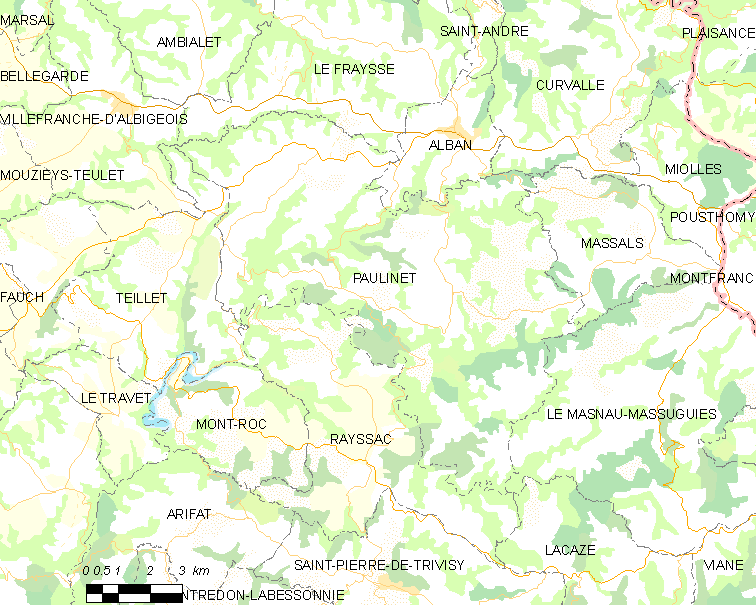
波利内的OSM定位图

波利内的时区为UTC+01:00、UTC+02:00（夏令时）。

## 行政
波利内的邮政编码为81250，INSEE市镇编码为81203。

## 政治
波利内所属的省级选区为上达杜县。

## 人口

1962-2008年间波利内人口变化图示

波利内于2022年1月1日时的人口数量为506人。